# Вашингтонвілл (Нью-Йорк)
Вашингтонвілл (англ. Washingtonville) — селище (англ. village) в США, в окрузі Орандж штату Нью-Йорк. Населення — 5657 осіб (2020).

## Географія
Вашингтонвілл розташований за координатами 41°25′42″ пн. ш. 74°9′30″ зх. д. / 41.42833° пн. ш. 74.15833° зх. д. (41.428263, -74.158383).  За даними Бюро перепису населення США в 2010 році селище мало площу 6,61 км², з яких 6,57 км² — суходіл та 0,04 км² — водойми.

## Демографія
Згідно з переписом 2010 року, у селищі мешкало 5899 осіб у 2177 домогосподарствах у складі 1514 родин. Густота населення становила 893 особи/км².  Було 2256 помешкань (341/км²).
Расовий склад населення:
| - 80,3 % — білих - 8,2 % — чорних або афроамериканців - 2,5 % — азіатів - 0,5 % — корінних американців - 6,2 % — осіб інших рас |

До двох чи більше рас належало 2,4 %. Частка іспаномовних становила 18,3 % від усіх жителів.
За віковим діапазоном населення розподілялося таким чином: 25,2 % — особи молодші 18 років, 61,5 % — особи у віці 18—64 років, 13,3 % — особи у віці 65 років та старші. Медіана віку мешканця становила 41,1 року. На 100 осіб жіночої статі у селищі припадало 93,9 чоловіків;  на 100 жінок у віці від 18 років та старших — 90,5 чоловіків також старших 18 років.
Середній дохід на одне домашнє господарство  становив 91 432 долари США (медіана — 72 690), а середній дохід на одну сім'ю — 93 255 доларів (медіана — 84 955). Медіана доходів становила 62 546 доларів для чоловіків та 50 000 доларів для жінок. За межею бідності перебувало 7,1 % осіб, у тому числі 13,5 % дітей у віці до 18 років та 3,3 % осіб у віці 65 років та старших.
Цивільне працевлаштоване населення становило 2986 осіб. Основні галузі зайнятості: освіта, охорона здоров'я та соціальна допомога — 26,6 %, роздрібна торгівля — 16,5 %, науковці, спеціалісти, менеджери — 10,1 %, публічна адміністрація — 6,5 %.